# Roland Kempe

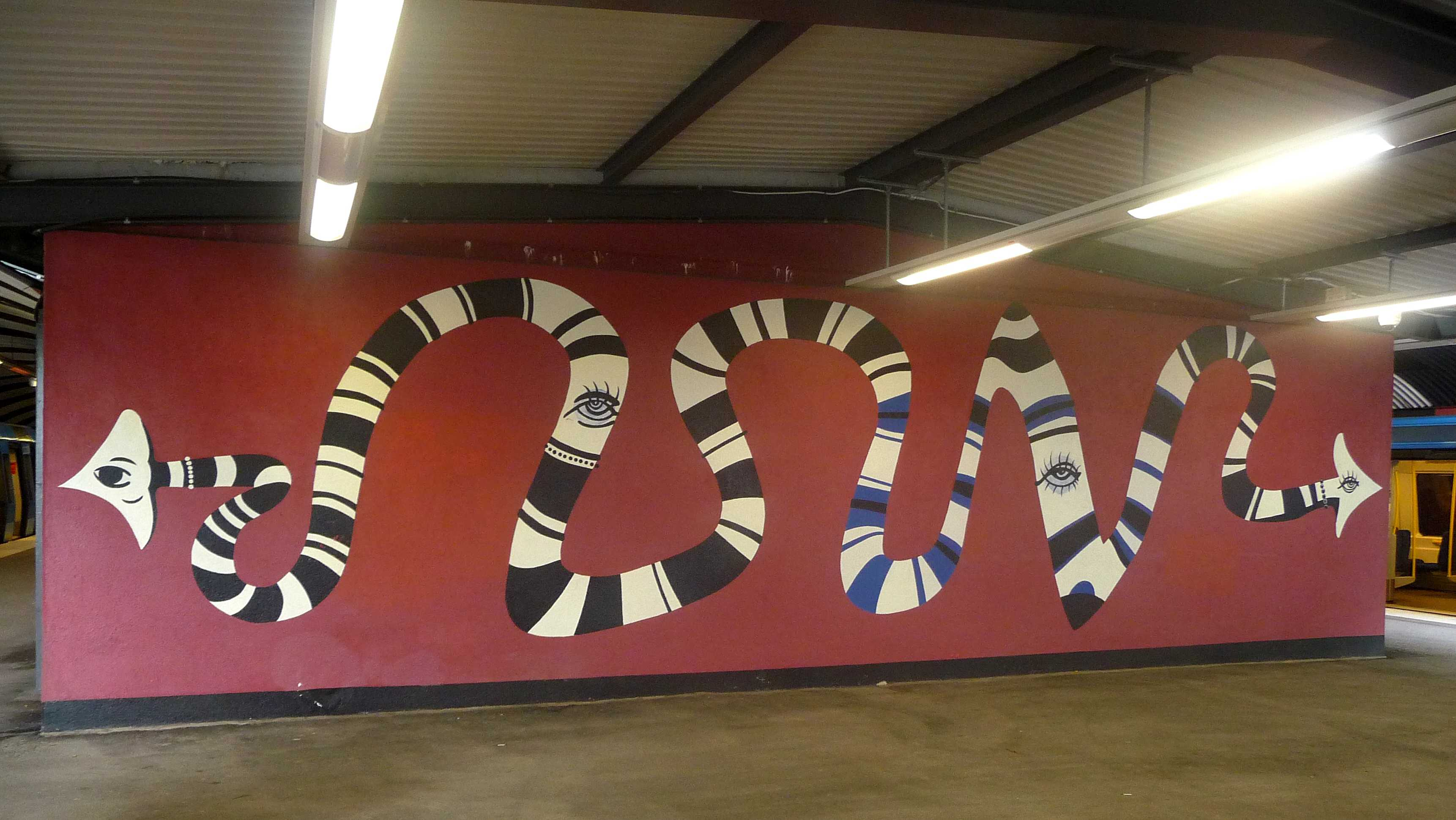
Ropstens tunnelbanestation, 1971

Carl Roland Kempe, född 13 augusti 1907 i Borås, död 13 augusti 1991 i Hedvig Eleonora församling, Stockholm, var en svensk målare och författare.
Roland Kempe, som under lång tid var bosatt i Spanien,  är bland annat känd för sina bilder med spanska motiv, innehållande tjurfäktningsscener, folklivsbilder, stilleben och landskap. Han brukar räknas som nyexpressionist och utmärker sig i sin målning genom att använda klara färger i sammanhängande fält som inramades i svarta toner, ofta utnyttjade han blodröda nyanser.
Kempe utbildade sig på Kungliga Konsthögskolan i Stockholm 1925–1930. Han ingick i konstnärskolonin Saltsjö-Duvnäskretsen, tillsammans med Olle Nyman, Evert Lundquist och Staffan Hallström, som under åren 1943–1953 inspirerade varandra i sitt arbete. Han skrev ett flertal egenillustrerade böcker.
Roland Kempe är representerad på bland annat Nationalmuseum i Stockholm, Moderna museet i Stockholm, Museum of Modern Art (MoMA) i New York, Borås konstmuseum och på Centre Culturel Suédois - Tessininstitutet i Paris. Bland offentliga verk märks utsmyckning av Ropstens tunnelbanestation 1971, dels en tvärvägg mellan perrongerna, dels väggarna utmed rullbandet till Hjorthagenutgången.
Kempe är gravsatt i minneslunden på Galärvarvskyrkogården i Stockholm.